# Вольгаре
Вольга́ре (іноді вольґаре; італ. lingua volgare italiana букв. «італійська простонародна мова») — загальне позначення старовинних італійських діалектів Апеннінського півострова та Сицилії, поширених у народній та професійній мові Середньовіччя та (частково) Відродження. Флорентійський вольгаре (тосканський діалект) ліг в основу сучасної італійської мови (італ. italiano standard), яка остаточно оформилася лише в середині XX століття. Як і в інших романських мовах, найважливішим джерелом середньовічних вольгаре була народна латина.

## Коротка характеристика
Слово volgare не містить негативних конотацій (пор. укр. прикметник «вульгарний»), а лише вказує на народну мову, яка була повсякденною для жителів Апеннінського півострова — на відміну від латини, яка водночас була мовою науки та високої літератури.
Найвизначніші пам'ятки поезії та прози на вольгаре відносять до XIII—XIV століть. Знамениті автори: Франциск Ассізький («Гімн брату Сонцю»), поети Сицилійської школи, Данте («Божественна комедія»; сформулював ідею volgare illustre — спільної для всієї Італії літературної мови), Петрарка («Канцоньєре») і Бокаччо («Декамерон»). Вірші на вольгаре лягли в основу музичних творів італійського Ars nova (2-а половина XIV — початок XV століть), першої в історії традиції специфічно італійської світської музики. Серед авторів, що писали на вольгаре в XV-XVI століттях: С. де Проденцані, Я. Саннадзаро, Л. Аріосто та ін.